# Messier 96
Messier 96 (również M96, NGC 3368 lub PGC 32192) – galaktyka spiralna z poprzeczką znajdująca się w gwiazdozbiorze Lwa. Odkrył ją 20 marca 1781 Pierre Méchain (razem z M95). W katalogu Messiera od 24 marca 1781. Galaktyka ta należy do grupy galaktyk Lew I i jest jej najjaśniejszym członkiem.
Odległość M96 od Ziemi szacuje się na około 34,3 miliona lat świetlnych. Przyjmując tę wartość, średnica centralnego, najjaśniejszego regionu galaktyki wynosi ok. 60 tys. lat świetlnych, natomiast średnica całej galaktyki około 90 tys. lat świetlnych.
Centrum galaktyki składa się głównie ze starych, żółtych gwiazd, ramiona natomiast zdominowane są przez gromady błękitnych, młodych gwiazd.
Do tej pory zarejestrowano jeden przypadek supernowej w M96 – SN 1998bu (9 maja 1998, osiągnęła jasność 11,8m).